# Tor Carpelan

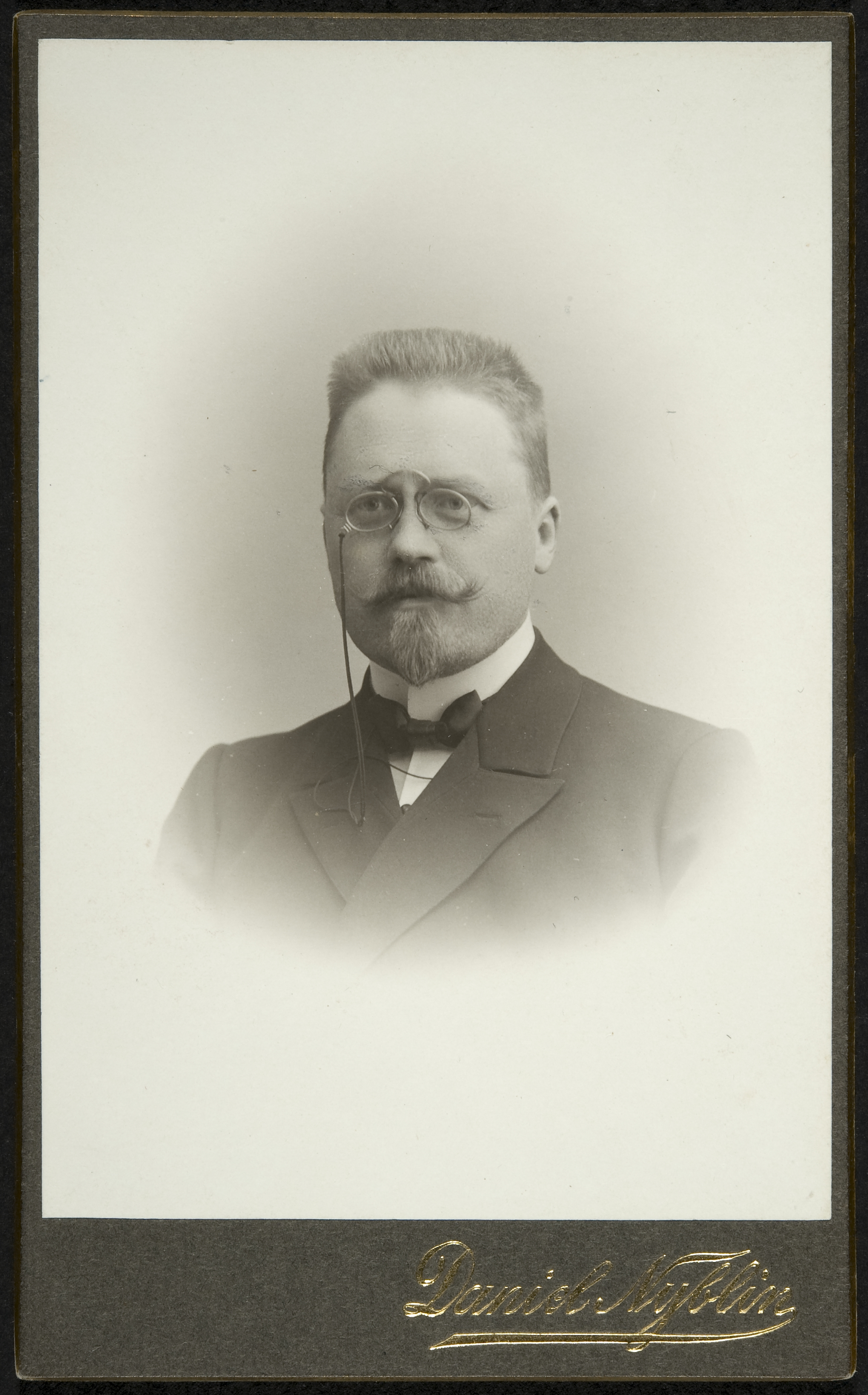
Tor Carpelan, Fotografie von Daniel Nyblin (1902)

Tor Harald Carpelan (* 18. Dezember 1867 in Uskela; † 9. März 1960 in Helsinki) war ein finnländischer Historiker, Biograph und Genealoge.

## Leben
Tor Carpelan war Angehöriger einer finnländischen freiherrlichen Adelsfamilie. Seine Eltern waren Otto Maximilian Carpelan (1822–1891) und Aurora Louisa Wasenius (1836–1920).
Er studierte an der Universität Helsinki bis zum Jahr 1889 und machte 1892 sein Kameralexamen. Seine Laufbahn begann er als Kurator an der Universität Helsinki und war von 1902 bis 1935 ebenda als Sekretär angestellt. In den Jahren 1923–1952 war er zudem Genealoge des finnischen Ritterhauses. 1936 wurde ihm die Ehrendoktorwürde der Universität Helsinki verliehen.
Carpelan war zweimal vermählt. Seine erste Ehe schloss er mit Ester Kynberg (1874–1904). Nachdem diese im Kindbett verstorben war, ging er eine zweite Ehe mit Anna Emilia Edgren (1883–1966) ein. Aus zweiter Ehe sind drei Kinder geboren, unter anderem die Brüder Gregor und Henrik Carpelan (1921–2000). Letztere wurde Psychiater und Psychoanalytiker.

## Werke
- Finsk biografisk handbok 1–2. (1895–1905)
- Helsingin yliopisto: Opettajat ja virkamiehet vuodesta 1828. (1920–1925)
- Ättartavlor för de på Finlands Riddarhus inskrivna ätterna. (1937–1958)
- Finlands Adelskalender. (1926–1947)